# Greenfield (Indiana)
Greenfield is een plaats (city) in de Amerikaanse staat Indiana, en valt bestuurlijk gezien onder Hancock County.

## Demografie
Bij de volkstelling in 2000 werd het aantal inwoners vastgesteld op 14.600.
In 2006 is het aantal inwoners door het United States Census Bureau geschat op 17.453, een stijging van 2853 (19.5%).

## Geografie
Volgens het United States Census Bureau beslaat de plaats een oppervlakte van
20,9 km², waarvan 20,8 km² land en 0,1 km² water. Greenfield ligt op ongeveer 259 m boven zeeniveau.

## Plaatsen in de nabije omgeving
De onderstaande figuur toont nabijgelegen plaatsen in een straal van 20 km rond Greenfield.